# Велика Якова Розсоха
Велика Я́кова Розсо́ха (рос. Большая Якова Рассоха) — річка в Республіці Комі, Росія, права притока річки Кедровка, правої притоки річка Печора. Протікає територією Троїцько-Печорського району.
Річка протікає на південний схід, схід та північний схід.